# Henri-Charles de Wurtemberg
Henri Charles de Wurtemberg (Montbéliard, 3 juillet 1772 – Ulm, 28 juillet 1838) est le fils de Frédéric-Eugène de Wurtemberg, duc de Wurtemberg de 1795 à 1797, et Frédérique-Dorothée de Brandebourg-Schwedt.

## Biographie
Il est le huitième fils du duc, à la mort de son père en 1797, lorsque le duché passe à son frère Frédéric et n'a que peu de chance d'arriver jusqu'au trône.

## Descendance
Il épouse en 1798 Christiane Caroline Alexei, comtesse d'Urach et princesse de Höchberg et Rottenburg, qui lui donne cinq filles:
- Louise (4 novembre 1799), morte jeune;
- Henriette (5 mars 1801), morte jeune;
- Marie (Berlin, 17 décembre 1802- Kirchberg, 28 janvier 1882);
- Alexandrine (19 décembre 1803- Baden-Baden, 22 août 1884);
- Elizabeth (28 février 1805- Waiblingen, 18 août 1819).

Deux filles ont survécu jusqu'à l'âge adulte. Marie épouse le prince Charles-louis de Hohenlohe-Kirchberg à Ulm le 26 mai 1821. Alexandrine s'est mariée à Ulm, le 3 juillet 1830 à Charles, comte de Arpeau et Gallatin.